# 와카오 아야코
와카오 아야코(若尾 文子, 1933년 11월 8일 ~ )는 일본의 배우이다. 다이에이 영화사의 간판 배우로 활약하였다.

## 걸어온 길
도쿄에서 태어나 자란 토박이이고 2차 세계대전 때는 공습때문에 센다이로 피신해 있었다. 미야기 현 제2 여자고등학교를 중퇴하고 도쿄로 돌아온 다음 1951년에 다이에이 영화사 제 5기 뉴페이스로 영화계에 발을 들인다.
1952년에 갑자기 쓰러던 히사 아미코의 대역으로 출연하게 된 고이시 에이치 감독의 《죽음의 거리를 벗어나》를 통해 영화 배우로 데뷔하였다. 이듬해인 1953년에 영화 《10대의 성전(性典)》이 대박을 쳐 언론에서는 성전(性典)배우라고 혹평을 받았으나, 지명도는 가파르게 올라갔다. 같은 해에 찍은 《기온바야시》 (祇園囃子)에서 미조구치 겐지 감독에게 기용되어 연기 실력을 인정받으면서 언론의 혹평도 잠잠해졌다. 이후 일본 대표급 미인배우로서 교 마치코, 야마모토 후지코 등과 어깨를 겨루는 다이에이 간판 배우로 활약하여 106편 이상의 영화에 출연하였다. 기모노를 입은 고운 자태로 해외 팬들의 인기도 많이 얻었다.
1963년에 디자이너 니시다테 히로유키(西館 宏幸)와 결혼 했으나 1968년에 이혼하고 1983년에 건축가 구로카와 기쇼와 재혼한다.
구로카와는 아이치현 가니에정 출신의 건축가로서 한국과는 서울 롯데월드를 설계한 인연이 있으며, 이 때문에 와카오 아야코 자신도 한국을 방문한 적이 있다. 이름탓인지는 몰라도 건축물 안팎으로 검은색을 다용하는 것으로 유명하다.
와카오 아야코가 좋아하는 음식은 레몬같이 신 음식이며 싫어하는 음식은 라면으로 먹어본 적도 없고 앞으로도 먹을 일이 없을 정도(로 싫어한다고) TV 쇼 프로그램[SMAP x SMAP] 비스트로(1997.02.24)에서 밝힌 일이 있다.
마스무라 야스조 감독과는 두 번째 작품인 《푸른하늘 아가씨》 이후 20편의 작품에서 콤비를 이루어 많은 명작을 남겼다.
예능 리포터 前田忠明(마에다 츄메이)와의 단독 인터뷰에서 마에다가 인터뷰 도중 나이(인터뷰 당시 와카오는 쉰 살)를 지나치게 강조한 질문 "50세를 넘어서…""50세가 되어…"따위의）을 여러 번 되풀이한 것에 열받아 인터뷰 도중에 퇴장한 일도 있었다.

## 방한
한국에서는 그를 아는 이가 드물었으나, 마스무라 야스조 감독의 작품전을 통해 재조명되면서 와카오 아야코라는 배우도 재조명되었으며 인지도도 높아졌다.
2013년 7월 6일에는 한국 영상자료원의 초청으로 [세이사쿠의 아내清作の妻](1965) 영화 종료 후 김홍준 감독과 김태용 감독(영화 만추의 여자 주인공 연구중에 영향을 받은 와카오 아야코를 보기위해 왔다고 함)등과 함께 관객들과 질의응답 및 사인회를 개최했다. 와카오 아야코의 한국 방문은 이번이 세번째로서 기모노 차림으로 참석하였다. 특히 일본에서 고전배우인 자신과 자신의 작품들이 외국인 한국에서 재조명받는 일에 대해 놀라움과 더불어 감사의 뜻을 나타냈으며, 지드래곤 등 한국 한류 아이돌에 대해 언급한 것으로 미루어 최근의 한국문화에 대해서도 어느 정도 지식이 있는 듯 하다. 서울 방문 이후에는 부산을 방문하였으며, 2014년에도 방한 계획이 있다고 한다. "한국감독과 같이 일 해보고 싶으니 불러줬으면 좋겠지만, 시간이 그리 많지 않으니 빨리 연락해달라"고 농담을 하기도 하였다.

## 출연 작품
- 《죽음의 거리를 벗어나》 (1952)
- 《10대의 성전》 (1953)
- 《기온바야시》 (1953)
- 《게이샤》 (1953)
- 《적선지대》 (1956)
- 《니혼바시》 (1956)
- 《명랑소녀》 (1957)
- 《부초》 (1959)
- 《실없는 놈》 (1960)
- 《아내는 고백한다》 (1961)
- 《만지》 (1964)
- 《세이사쿠의 아내》 (1965)
- 《문신》 (1966)
- 《붉은 천사》 (1966)
- 《하나오카 세이슈의 아내》 (1967)
- 《어느 영화 감독의 생애: 미조구치 겐지의 기록》 (1975)
- 《봄의 눈》 (2005)

## 참고 문헌
- 「映画女優 若尾文子」（四方田犬彦、斉藤綾子共編著。みすず書房。2003年、新版2010年。ISBN 4-622-07016-2）

## 논문
- 国立情報学研究所収録論文 国立情報学研究所